# Doromby József
Vitéz Doromby József, szül. Doromby József Lajos Imre (Budapest, 1881. november 20. – Budapest, 1972. május 5.) alezredes, 
katonai szakíró.

## Élete
Doromby József és Araszty Irén gyermeke. A fővárosi hadapródiskolát végezte, majd 1902. augusztus 18-án hadapród-tiszthelyettes lett a cs. és kir. 83 (gróf Degenfeld-Schonburg lovassági tbk.) gyalogezrednél. 1908. szeptember 27-én Szilasbalháson házasságot kötött Droppa Anna Karolinával, Droppa Mihály és Berger Karolina lányával. 1911-től 1914 júliusáig a kőszegi III. zászlóaljnál volt segédtiszt, majd ilyen minőségben is vonult be. Szeptemberben a 12. század parancsnoka lett, egészen novemberig. Hosszas betegsége után 1915 májusában a X. menetzászlóaljjal került ki a frontra, ahol először a 8. század, később a II. zászlóalj parancsnoka volt. 1915 augusztusában ezredsegédtisztté léptették elő, mely beosztásában a piavei harcokig küzdött. Gyomorbaja miatt nem harcolta végig a háborút, 1918-ban nyugállományba vonult, ekkor kezdődött katonai szakírói pályája. 1926-ban lett a Vitézi Rend tagja.
Unokaöccse, Doromby László (1916. február 6. - 1985. március 26.) szintén hivatásos katonatiszt lett, a m. kir. Ludovika Akadémia 1938-as évfolyamában avatták műszaki hadnaggyá. Édesapja érdemei nyomán lett a Vitézi Rend tagja, 1933-ban.

## Előmenetele
Zárójelben az adott rendfokozathoz tartozó rangnap van feltüntetve.
- hadapród-tiszthelyettes (1902.09.01.)
- hadnagy (1903.11.01)
- főhadnagy (1910.05.01.)
- százados (1915.01.01.)
- őrnagy (?, nyugállományban)
- alezredes (?, nyugállományban)

## Kitüntetései, elismerései
Viselési sorrendben, zárójelben a kitüntetés elnyerésének éve.
- Magyar Érdemrend Lovagkeresztje (1943)
- Vaskorona-rend III. osztálya, hadidíszítménnyel, kardokkal (1917)
- Katonai Érdemkereszt III. osztálya, hadidíszítménnyel, kardokkal (1915)
- Ezüst Katonai Érdemérem, hadiszalagon a kardokkal, másodízben (1916)
- Ezüst Katonai Érdemérem, hadiszalagon  a kardokkal (1915)
- Bronz Katonai Érdemérem, hadiszalagon a kardokkal (1914)
- Károly Csapatkereszt (1917)
- Jubileumi Kereszt (1908)
- német Vaskereszt 2. osztálya (?)

A m. kir. honvéd vezérkar főnökének okirati dicsérő elismerése (1942)

## Művei
- A volt cs. és kir. 83-as és 106-os gyalogezredek története és emlékkönyve (1934)
- A volt cs. és kir. 38. gyalogezred története és emlékkönyve (1936)
- A magyar gyalogság (1940)